# Ужгород (малый противолодочный корабль)
Ужгород (U207) — малый противолодочный корабль проекта 12412 (тип «Молния-2», по классификации НАТО — англ. Pauk-I class) Черноморского флота ВМФ СССР и ВМС Украины (в них классифицировался как корвет). На службе состоял с 1982 по 2012 годы, до 1998 года назывался МПК-93.

## Особенности проекта
Проект 12412 — серия малых противолодочных кораблей, которые строились в СССР для военно-морского флота и морских частей пограничных войск КГБ в 1980-х годах. Пограничный вариант практически повторял основной противолодочный вариант. Созданный на базе разработанного в 1973 году в ЦКБ «Алмаз» ракетного катера проекта 1241 отличается от него лишь вооружением (отсутствие ударного комплекса и усиленное противолодочное вооружение) и более экономичной энергетикой (дизельная установка вместо газотурбинной). Фактически, проекты 1241 и 12412 были разными типами кораблей. Всего было построено 29 кораблей проекта 12412 с 1976 по 1987 годы, в том числе 9 единиц для ВМФ (остальные для морских частей пограничных войск).

## История корабля
Малый противолодочный корабль МПК-93 был заложен на стапеле Ярославского судостроительного завода (заводской номер 507) 5 мая 1981 года. 8 февраля 1982 года зачислен в списки кораблей ВМФ. Спущен на воду 6 июля 1982 и переведён по внутренним водным путям в Азовское море, а оттуда в Чёрное море для прохождения дальнейших испытаний. 25 декабря 1982 заступил на службу, 7 февраля 1983 включён в состав Черноморского флота ВМФ СССР. Входил в состав 307-го дивизиона противолодочных кораблей 17-й бригады кораблей охраны водного района на Донузлаве. Участвовал в преследовании сторожевого корабля СКР-112 21 июля 1992.
После раздела Черноморского флота корабль был переведён в состав ВМС Украины в 1997 году, будучи в небоеспособном состоянии. В ВМС Украины был переквалифицирован в корвет и получил наименование «Ужгород» (U207). По причине отсутствия нормального финансирования долгое время был в резерве и базировался в Новоозёрном. 7 ноября 2012 окончательно выведен из состава флота Украины.
Кораблём командовали в составе ВМС Украины:
- Капитан 3 ранга Сергей Матушкин (2005—2009);
- Капитан 2 ранга Дмитрий Горбенко (2009—2012).